# Colletes covilleae
Colletes covilleae är en biart som beskrevs av Timberlake 1951. Colletes covilleae ingår i släktet sidenbin, och familjen korttungebin. Inga underarter finns listade i Catalogue of Life.